# Тирни, Ричард
Ричард Луи Тирни (англ. Richard Louis Tierney; 7 августа 1936 Спенсер, Айова, США — 1 февраля 2022, Мейсон-Сити, Айова, США) — американский писатель, поэт и исследователь творчества Г. Ф. Лавкрафта, вероятно, наиболее известный своими работами в жанре героическое фэнтези, включая серию книг «Рыжая Соня», написанную в соавторстве с Дэвидом К. Смитом с иллюстрациями Бориса Вальехо. Вторую часть своей жизни он прожил в Мейсон-Сити, в великих кукурузных степях Айовы. Некоторые из его произведения посвящены «Мифа Ктулху» Лавкрафта. Также он известен своей серией «Симон из Гитты» (в которой гностицизм пересекается с «Мифами Ктулху») и произведениями вдохновленными творчеством Роберта Говарда, с использованием таких его персонажей, как Кормак Мак Арт, Бран Мак Морн и Кормак Фицджоффри.
Тирни особенно известен своими причудливыми и фантастическими стихами, получившими признание таких критиков, писателей и поэтов, как С. Т. Джоши, Дон Херрон, Рэмси Кэмпбелл, Роберт Прайс, Дональд Сидни-Фрайер и Фрэнк Белнэп Лонг. В 1993 году Тирни была вручена ежегодная Миннесотская премия фэнтези. В 2010 году он был номинирован на звание Гранд-мастера Ассоциации научно-фантастической поэзии.

## Юность
Тирни имел ирландское происхождение по отцовской линии. Его прадед эмигрировал из Дублина с семьей в США. Его происхождение по материнской линии восходит к Мэйфлауэр и первому поселению квакеров на острове Нантакет, штат Массачусетс, по линии Томаса Мэйси (1608–1682), одного из первых поселенцев колонии Массачусетского залива и острова Нантакет.
Тирни родился в Спенсере, штат Айова. Его семья переехала в Мейсон-Сити в 1942 году, когда Тирни было 6 лет. Он прошёл через систему государственных школ, посещал начальную школу Мэдисона, среднюю школу Рузвельта и среднюю школу, которую он называл «Старой Бастилией», поскольку она была построена из старого темного кирпича и всегда казалась ему тюрьмой.
Тирни прочитал два рассказа Лавкрафта («Крысы в стенах» и «Ужас Данвича») в сборнике «Great Tales of Terror and the Supernatural» под редакцией Уайза и Фрейзера (1949) примерно в 13 лет, но не был особенно впечатлен ими, поскольку в них не было привидений. В 14 лет он прочитал «Колосса» Дональда Вандри в сборнике Августа Дерлета «Beyond Time and Space» (1950 года). Тирни назвал этот рассказ «одним из самых увлекательных, с которыми он когда-либо сталкивался, во многом из-за [его] поэтического настроения, обстановки и космической необъятности. Много лет спустя он стал соседом и другом Вандрея в Миннеаполисе. В возрасте 15 лет, много читая научную фантастику, Тирни прочитал «За гранью времён» Лавкрафта в сборнике «Viking Portable Novels of Science» Дональда А. Уоллхейма и он его «зацепил». Повети «За гранью времён» и «Хребты безумия» стали двумя его любимыми работами Лавкрафта.
На Тирни также повлияли работы создателя Тарзана Эдгара Райса Берроуза. Примерно в том же возрасте (15 или 16 лет) на написание стихов его вдохновила антология фантастических стихов Августа Дерлета «y Dark of the Moon: Poems of Fantasy and the Macabre», которую он несколько раз читал в Публичной библиотеке Мейсон-Сити. Хотя раньше он был поклонником стихов Эдгара Аллана По, его особенно вдохновляли стихи Лавкрафта (особенно «Грибы с Юггота», а также стихи Дональда Вандреи, Роберта Говарда, Фрэнка Белкнапа Лонга).

## Раннее творчество 1950х
Ричард Тирни начал писать фантастические рассказы в начале 1950-х годов, когда ему было около 15 лет, а писательский успех пришёл к 20 годам. Его первой попыткой написать стал рассказ «Обратный отсчет для Калары» в духе Лавкрафта. Тирни уничтожил первый черновик, но переписал его; переписанная версия была позже опубликована в журнале «Space and Time 56» (июль 1980 г.), а также переиздана в антологии Роберта Прайса «Цикл Йит» (Chaosium, 2010). Он продолжал писать на протяжении 1950-х годов, написав множество рассказов, некоторые из которых не были напечатаны до 1970-х годов или позже. Например, «Жизнь партии» (написанная в 1956 году) впервые появилась в «Антитезе № 3» (1974). Рассказ «Сон» (написанный в ноябре 1956 г.) был впервые напечатан в «Склеп Ктулху № 86» (Пасха, 1994 г.). «Гнев Тупана» (написанный в апреле 1957 г.) впервые появился в «Fantasy Crossroads» (март 1977 г.). «Яйца Павы», в которых фигурирует Ральф Дункан, главный герой романа «Дом жабы», был написан в мае 1957 года, а опубликован в «Eldritch Tales» № 2» (1981). «From Beyond the Stars» (1957 года), впервые появился в сборнике «Night Chills» (Avon, 1975) Кирби МакКоли. «The Creatures» (1957) впервые были напечатаны в «Eldritch Tales» № 3 (1978; датировка верна. Второй номер этого журнала был напечатан на три года позже, чем № 3). «The Howler in the Dark» (1957 год) вошёл в сборник «Склеп Ктулху № 24» (Том 3, № 8, Ламмас, 1984). Также этот рассказ попал в сборник  Роберта Прайса «Некрономикон» (Chaosium, 1996).

## Winds of Zarr, образование и исследования американцев
Первый роман Тирни, «Winds of Zarr», в котором сочетаются темы Лавкрафта (включая Древнего бога по имени Затог), а также темы Роберта Говарда, о путешествии во времени астронавтов, которые попали в Древний Египет во времена Нового времени. «New Kingdom» (1959 года), когда Тирни было 23 года, но не было напечатано до 1975 года. Гарри О. Моррис, опубликовавший эту работу через издательство Silver Scarab Press, позже проиллюстрировал роман Тирни «House of the Toad». Обложка «Winds of Zarr» выполнена Стивеном Фабианом, а внутреннее оформление — Рэндаллом Сперджином.
Тирни написал свою первую сказку о Саймоне из Гитты «Кольцо Сета» в 1960 году; он пролежал в рукописи около 16 лет, пока его друг Кирби Макколи не представил его Эндрю Дж. Оффатту для его сборника «Мечи против тьмы» (1977 года).
Тирни учился в колледже штата Айова в Эймсе, изучая лесное хозяйство. Его идея заключалась в том, чтобы работать в дикой местности и вести уединенный образ жизни - план, который не сработал, поскольку, когда он начал свою работу, у него появилось больше друзей, чем когда-либо. В течение первого года обучения в колледже он написал Августу Дерлету в Arkham House. Вдохновленный поэзией Кларка Эштона Смита и Лавкрафта, он начал писать свои собственные стихи, но, не зная, куда их отправить, приложил все свои усилия намного позже. Он переключил свою специальность на управление дикой природой и окончил её в 1961 году со степенью бакалавра энтомологии. После этого он проработал более тринадцати лет (1958–71) в Лесной службе США, сначала в Северо-Западном Орегоне в течение двух сезонов, затем на Аляске, собирая насекомых с разными полевым помощником каждый сезон в течение семи сезонов, и, наконец, в лаборатории в Беркли, Калифорния, в течение трех лет на условиях полной занятости. Самой ранней работой Тирни, которая была напечатана, были несколько писем с комментариями на страницах журнала Джорджа Х. Скитерса «Амра», посвященного мечу и волшебству, в 1961 году.
Тирни много писал на различные эзотерические темы, такие как легенды о горах Шаста и горах Амне Мачин. Один из его коллег-работников с Аляски поехал в Мексиканский университет, и Тирни навестил его. Хорошо разбираясь в мезоамериканской археологии, во время работы в Лесной службе он провел четыре зимы в свободное время в Мексике, Центральной и Южной Америке, посещая древние руины индейцев (1962–66). Снимая дешёвое жилье, например, гостиницы в городах или посады в деревнях, Тирни прошёл ускоренный курс испанского языка и увлекся народом и культурой науатля. Он провел много времени на Юкатане и в других местах, фотографируя многие из самых отдаленных гор и джунглей - фон, который он использует в своем более позднем романе, вдохновленном Перу, «Дом жабы» (1993), который относится к «Мифам Ктулху».
Зимой/весной 1964 года Тирни прошёл пятимесячный курс аспирантуры по энтомологии в Массачусетском университете в Амхерсте. Главной целью его поездки туда было посещение лавкрафтовских мест туризма. Все свои пасхальные каникулы он провел в Провиденс, днем и ночью гуляя по улицам района Лавкрафта. Он часто разговаривал с Х. Дугласом Даной, владельцем книжного магазина в Провиденс, которого Лавкрафт знал лично. В другом книжном магазине он купил собственный экземпляр Лавкрафта «Эндимион» Китса (стихотворение), дважды подписанный Лавкрафтом. Том был в плохом состоянии, без обложки, но Тирни попросил переплетчика возле Университета Брауна перешить его. Примерно в это же время Тирни также ездил на автобусе в Бостон, Салем, Марблхед и Брэтлборо, штат Вермонт, где происходит действие «Шепчущий во тьме» Лавкрафта.

## 1960-е и 1970-е годы: Район залива, стихи, годы в Миннеаполис, исследование творчества Лавкрафта, искусство, художественное сотрудничество
Ричард Тирни жил в районе залива Сан-Франциско в конце 1960-х — начале 1970-х годов, в разгар восстания хиппи. Тирни набрался смелости и позвонил Э. Хоффману Прайсу, сказав, что он фанат Г.Ф. Лавкрафта, и был приглашен в гости. После этого они часто собирались вместе, часто за едой, — обычно с индийским карри или мексиканским перцем чили. Оба писателя интересовались буддизмом. Хоффман часто беседовал с Тирни и подарил ему несколько книг.
Между 1966 и 1973 годами Тирни опубликовал ряд фантастических стихотворений в небольших периодических изданиях, включая «Macabre» Джозефа Пейна Бреннана; «The Arkham Collector» Августа Дерлета; «The Howard Collector» Гленна Лорда; «Whispers» Стюарта Дэвида Шиффа (журнал). В 1970-е годы Тирни писал стихи о фэнтези и ужасах для «Nyctalops» Гарри О. Морриса. Его первый сборник из 8 стихотворений появился под названием «Dreams and Damnations», выпущенный Р. Аленом Эвертсом «The Strange Company» (Мэдисон, Висконсин) в 1975 году ограниченным тиражом в 100 экземпляров; сюда входило несколько его переводов Шарля Бодлера. Рецензия на сборник была сделана Дональдом Сидни-Фрайером в The Diversifier, 14 (май 1976 г.); однако неудачный судебный иск, поданный Эвертсом в попытке помешать публикации Сборника стихов от Тирни в Arkham House (1981), привел к тому, что том Strange Company, хотя и переиздавался, почти не распространялся.
В 1972 году Тирни переехал в Миннеаполис, чтобы заняться писательством. Он прожил почти девять лет в городах-побратимах (Миннеаполис – Сент-Пол), что позволило ему часто общаться со старыми писателями ужасов и фэнтези, такими как Карл Якоби и Дональд Вандрей. Он познакомился с Вандреем годом ранее в ходе нескольких телефонных разговоров, собирая для него информацию об авторских правах на некоторые рассказы Карла Якоби, которые вскоре должны были опубликованы в Arkham House. Позже он представил введение к сборнику научно-фантастических рассказов Вандрея «Колосс». Кирби МакКоли, с которым Тирни незадолго до этого познакомился на фэнтезийном съезде, познакомил его с молодым Минн-Конном, обществом фанатов-единомышленников, основанным МакКоли и Джоном («Джек») Кобласом (он же «Граф Коблас»), которые встретились поочередно в доме сообщества. В число участников входили карикатурист Джозеф (Джо) А. Уэст; фотограф Эрик Карлсон (из Дулута, Миннесота), Филипп Рахман (который позже основал издательство Fedogan и Bremer) и его брат Гленн Рахман. Среди случайных посетителей были такие личности, как Р. Ален Эвертс из Мэдисона, штат Висконсин, и молодой С.Т. Джоши. Темой разговора было то, что Дональд Вандрей все ещё был жив неподалеку, и члены группы часто собирались в доме Вандрея, привлеченные тем фактом, что Вандрей знал Лавкрафта лично. Они навещали Карла Якоби несколько реже, так как он перенес инсульт, в результате которого у него был паралич одной стороны и нарушение речи. К 1988 году, когда эта группа насчитывала десятки авторов, собрания стали ежегодными и включали профессиональных гостей. Они назывались MinnCons до Minncon 17 в 1987 году. После этого название конвенции было изменено на Arcana (конвенция).
У подруги Кирби Макколи был друг, который работал в местном оккультном издательстве «Llewellyn Worldwide» и рекомендовал Тирни на работу там из-за его оккультных интересов; Тирни много читал об оккультизме и часто рисовал гороскопы для своих друзей, хотя ни к чему из этого не относился серьёзно. Издательство наняло Тирни на полтора года (1971–72). Тирни поддерживал связь со своим калифорнийским другом Э. Хоффманом Прайсом, ведя с ним обширную переписку.
Во время поездки в Нью-Йорк, чтобы навестить Кирби Макколи, Тирни совершил поездку на остров Нантакет, чтобы исследовать корни своих предков, в частности дома, связанные с семьей Томаса Мэйси. Мэйси был среди первых поселенцев - квакеров Массачусетса, изгнанных из Массачусетса пуританами.
В это время Тирни оставил свой след в исследованиях Лавкрафта, написав эссе «The Derleth Mythos», впервые опубликованное в 1972 году в журнале Meade and Penny Frierson's HPL (Бирмингем, Эл: Редакторы, 1972, 1975) и переиздан в 1976 году в «Essays Lovecraftian» Даррелла Швейцера. Лавкрафтиан (Балтимор, Мэриленд: TK Graphics). В эссе описаны идеи Лавкрафта о его Мифах о Ктулху, основанных на механистическом материалистическом взгляде на вселенную, в котором существуют Древние боги, полностью враждебны человечеству, и они выделяются от более поздних наработок Августа Дерлета, согласно которым Дерлет постулировал более упрощенную картину «добро против зла», как парадигму, лежащую, по его мнению, в основе мифов Лавкрафта. По сути, Тирни утверждает, что космический взгляд Лавкрафта в его произведениях не был предназначен для передачи другим авторам.

### Роберт Говард «посмертное сотрудничество»
Тирни завершил несколько черновиков Роберта Говарда. В семидесятых годах Тирни отредактировал два тома произведений Говарда, опубликованных в твердом переплете Дональда М. Гранта - «Tigers of the Sea» (1973) (переизданные в мягкой обложке, Zebra Books, 1975) и «Hawks of Outremer» (1979). В «Tigers of the Sea» заглавный рассказ и «The Temple of Abomination» являются посмертным сотрудничеством Тирни и Говарда. Тирни сообщил, что «в "Tigers of the Sea" участие Говарда заканчивается во втором абзаце страницы 209 словами "Кормак яростно улыбнулся"». Моя начинается со слов "На данный момент...". Таким образом, как вы можете видеть, я тот, кто собрал все элементы Мифов Ктулху!».
В «Hawks of Outremer» рассказ «The Slave Princess» - единственное посмертное сотрудничество Тирни с Говардом; в котором Говард написал первые шесть глав истории, а Тирни написал последние две.
Другое «Посмертное сотрудничество» происходило с По, Смитом и другими.
Тирни посмертно сотрудничал с Кларком Эштоном Смитом («Утрессор» в книге Роберта Прайса, изд. «The Book of Eibon» (Chaosium, 2002)) и с По («The Light-House» в Nyctalops 14 (март 1978 г.) и перепечатано в Etchings & Odysseys 2 (май 1983 г.)).
Брат Филипа Рахмана, Гленн Рахман, призвал Тирни сотрудничать с ним над «The Gardens of Lucullus», что вышел в итоге в 2001 году.
Тирни также сотрудничал с такими авторами, как Лоуренс Дж. Корнфорд и Роберт Прайс (см. серию «Саймон из Гитты»).
Он сотрудничал в области стихов с Дейлом К. Дональдсоном, Чарльзом Лавкрафтом и Ли Блэкмором.

## Последующая карьера: с 1980-х по XXI век.
В 1981 году Тирни вернулся в Мейсон-Сити, чтобы позаботиться о своей матери Маргарет, ныне умершей. В том же году в «Arkham House» вышел сборник стихов в собрании Тирни (1975 года), включающий «Dreams and Damnations», а также множество других стихов для журналов того периода: «The Diversifier», «Literary», «Fantasy and Terror», «Ambrosia», «Dark Messenger Reader», «Myrrdin», «Fantasy Crossroads» и другие. Критик С.Т. Джоши сказал, что «Сборник стихов» «сделал Тирни одним из ведущих странных поэтов своего поколения». Джоши отметил, что в некоторых стихах присутствует человеконенавистническая горечь Амброуза Бирса. Историк литературы Дон Херрон заявил, что сборник представляет Тирни как «одного из наиболее технически совершенных сонетистов своего поколения, способного использовать рифмованные формы для решения своих собственных задач, таких как особенно нигилистическое заключительное стихотворение «To the Hydrogen Bomb». Тирни нашёл этот период бесплатной жизни со своей матерью очень продуктивным для своего творчества, и именно в это время он написал свои романы «Ihe House of the Toad», «Drums of Chaos» и многие рассказы о Саймоне из Гитты.

### Рыжая Соня
Тирни сотрудничал с Дэвидом К. Смитом над романом «Witch of the Mists: Bran Mak Morn» (Для Zebra Books, 1978 год), в котором появился персонаж Роберта Говарда Морна, король пиктов. Роман был переиздан издательством Ace Books в 1981 году.
Несколько лет спустя, также для Ace Books, вместе со своим постоянным соавтором Дэвидом К. Смитом Тирни стал соавтором серии из семи романов, основанных на другом персонаже Роберта Говарда. Рыжая Соня из Рогатино фигурирует в рассказе Роберта Говарда «The Shadow of the Vulture» («The Magic Carpet», январь 1934 г.), который Рой Томас переписал как рассказ о Конане для комиксов Marvel «Conan the Barbarian № 23» (1973), изменив написание имени героини Рыжая Соня. Томас также в некоторой степени создал Рыжую Соню на основе другого персонажа Говарда, Темной Агнес де Шастильон, фехтовальщицы из Франции 16-го века, которая воюет против турок в Восточной Европе. За серию «Рыжая Соня» Тирни и Смиту платили по 1000 долларов за книгу, а события происходили в Хайборийскую эру, 15 000 лет назад. Ace Books издавала эту серию с 1981 по 1983 год.
Что касается того, какая работа принадлежала Смиту, а какая Тирни, в интервью Роберту Прайсу Тирни прокомментировал: «Никто никогда не мог отличить работу Дэйва от моей. Мы обменивались идеями и придумывали основной сюжет. Затем Дэйв так быстро, как только мог, набрасывал первый черновик. Я переделал его под себя, часто переписывая обширные разделы, иногда вообще менял сюжетную линию. Мы работали примерно 50/50, Дэйв и потратили два месяца на каждый роман».

### Дом жабы
В конце 1970-х с Тирни связался редактор Филип Рахман (издательство Fedogan & Bremer), который читал рассказ Тирни «From Beyond the Stars» (действие которого происходит в штате Невада, штат Айова) в сборнике Кирби МакКоли «Night Chills» (1975). Они стали друзьями, и в конце концов он опубликовал роман Тирни «Мифы Ктулху» «Дом жабы» (1993), действие которого происходит в современной Айове вдоль реки Миссисипи в районе Квад-Ситис.

### Саймон Волхв / Саймон из Гитты
В длительной серии рассказов Тирни (начавшейся в середине 1980-х годов и завершившейся в 2008 году романом «The Drums of Chaos») рассказывается о Саймоне из Гитты, персонаже, основанном на гностическом ересиархе Симоне Волхве.
Первым сборником этих рассказов стал «The Scroll of Thoth: Twelves Tales of the Cthulhu Mythos», под редакцией Роберта Прайсом (Chaosium, 1997). Расширенное издание «Sorcery Against Caesar» было выпущено Тирни и другими авторами под редакцией Эдварда Сташеффа. (Эджвуд, Нью-Мексико: Pickman's Press, 2020). Расширенное издание включает 16 рассказов и стихотворение «Vengeance Quest». Заметки Прайса относятся к «The Scroll of Thoth», а Эдварда Сташефф к другим сказкам.
Библейский персонаж Симон Волхв — выдающаяся фигура в западной мистической традиции. Дотошный исследователь, Тирни изучил римскую эпоху и гностицизм для этой серии, в которой воин-волшебник выступает в роли героя меча и колдовства. Саймон из Гитты также фигурирует в романах Тирни «The Gardens of Lucullus» (совместно с Гленном Рахманом) и «The Drums of Chaos».
Саймон — бывший гладиатор самаритянин, чьи колдовские способности позволяют ему выживать при встречах со множеством злых священников, императоров и отвратительных существ. Его поиски настоящей любви Хелен вдохновляют Саймона и играют важную роль в сказках. Некоторые из рассказов отдают дань уважения Лавкрафту, а такой рассказ, как «The Blade of the Slayer», является данью рассказам Карла Эдварда Вагнера о фехтовальщике Кейне. Маг встречается с Шуб-Ниггурат (Древнем богом), ищет Кольцо Сета и переживает ещё несколько темных приключений.
Тирни прокомментировал: «Все эти сказки сочетают в себе гностицизм и другие элементы первого века с оттенком Хайборийской эре и Мифов Ктулху. Между прочим, изначально я представлял Саймона таким, каким его играл Джек Пэланс в «The Silver Chalice». Однако это было так Прошло много лет с тех пор, как я посмотрел этот фильм, и моя память ускользнула. Думаю, теперь я представляю Саймона кем-то средним между Джеком и версией Конана из комиксов Marvel».

### Барабаны Хаоса
«Барабаны хаоса» (2008) — это выдающееся произведение автора: эпический роман в жанре темного фэнтези и «Мифов Ктулху», в котором участвуют самые известные персонажи Тирни, Саймон из Гитты и Джон Таггарт. Действие происходит на Святой Земле во времена Римской империи первого века, во время служения Иисуса из Назарета. Симон из Гитты выполняет миссию по отмщению за смерть своих родителей, жаждав кровавой мести римским чиновникам, совершившим убийства. Путешествуя по Святым Землям со своим наставником Досифеем и их учеником Менандром, они втягиваются в сложный заговор, призванный вызвать чудовищное инопланетное существо, чтобы возвестить новый эон на Земле. Джон Таггарт, путешественник во времени из «The Winds of Zarr» Тирни, становится связанным с Саймоном из Гитты, поскольку их отдельные квесты сходятся к общей цели - спасению самой Земли. Обложку тома выполнил Дэйв Карсон.
Роман был переиздан Pickman's Press в конце 2021 года.

## Поздние работы: 2000–2002 гг.
Ричард Тирни продолжал публиковать странные стихи на рубеже тысячелетий, выпустив том «Savage Menace and Other Poems of Horror» (2010), в котором собраны все его стихи после «Collected Poems». В 1980-х годах он сотрудничал с Дейлом К. Дональдсоном над двумя стихотворениями: «The Coming of Juss» и «The Kiss of Elf-Queen». Он также сотрудничал в написании стихов с поэтами, в том числе с австралийцами Чарльзом Лавкрафтом и Ли Блэкмором.
Роберт Прайс выпустил аудиочтение стихотворения Тирни «Petition: To Tsathoggua» на аудиокомпакт-диске Strange Aeons (Великобритания: Rainfall Records, 2001).
Прозаическое стихотворение Тирни «Autumn Chill» включено в книгу Стивена Джонса (редактор), «Mammoth Book of Best New Horror 22» (Робинсон, 2011) - только второе стихотворение, когда-либо появлявшееся в этой серии антологий ужасов. Он также включен в электронную книгу Mammoth Books Presents Unexpected Encounters, содержащую четыре произведения из антологии Робинсона. Работу также можно найти в Интернете в аудиозаписи фаната Уилла Харта.
Тирни был давним членом унитаристов. Он заявил, что писать для него было рутинной работой, но иногда его вдохновляло прослушивание классической музыки или партитур из фильмов.
В конце 2020 года у Тирни случился инсульт, который вызвал некоторое онемение правой стороны тела, но это не повлияло на его остроту ума. Он также заразился, но выздоровел от вируса COVID-19. Он жил в Мейсон-Сити, штат Айова, и провел последние несколько лет своей жизни в доме престарелых «Добрый пастырь».
Расширенное издание книги «Savage Menace and Other Poems» скоро выйдет в издательстве P'rea Press.
Перед своей смертью Тирни работал над новым романом в сотрудничестве с Гленном Рахманом «The Path of the Dragon».
С разрешения Тирни Роберт Прайс написал ещё два рассказа из серии «Саймон из Гитты», которые будут опубликованы в 2022 году.
Тирни всю жизнь был холостяком. Он умер 1 февраля 2022 года в возрасте 85 лет.

## Награды
На Arcana 23 (съезд), проходившем 10–12 октября 1993 года, Тирни был лауреатом Премии Миннесоты в области фэнтези 1993 года, вручаемой ежегодно на Arcana (съезд) (съезд, известный до 1987 года как «MinnCon»).
Тирни был номинирован на звание Гранд-мастера Ассоциации научно-фантастической поэзии в 2010 году.

#### Повести
- The Winds of Zarr (Silver Scarab Press, 1975; limited edition of 1000 copies). German e-book edition 2018 as Die Winde der Zarr (Apex Fantasy-Klassiker #8). It has been reprinted in The Yog-Sothoth Cycle (Ramble House, 2022).
- For the Witch of the Mists: Bran Mak Morn (Zebra Books, 1978; Ace Books, 1981), with David C. Smith, featuring Robert E. Howard's Bran Mak Morn.
- The House of the Toad (Fedogan and Bremer, 1993). German edition Im Haus der Kröte (Festa, 2008).

#### Рыжая Соня
The heroine is the Hyrkanian warrior Red Sonja. The character is loosely based on Red Sonya created by Robert E. Howard, via the recreation for comics penned by Roy Thomas.
- #1 The Ring of Ikribu (Ace 1981) (Adapted to comics by Roy Thomas and Esteban Maroto in The Savage Sword of Conan issues 230–3). Smith has written an unproduced screenplay for this novel.
- #2 Demon Night (Ace 1982)
- #3 When Hell Laughs (Ace 1982)
- #4 Endithor's Daughter (Ace 1982) (German ed: Endithor's Tochter)
- #5 Against the Prince of Hell (Ace 1983)
- #6 Star of Doom (Ace 1983)

Several of the Red Sonja Ace Books novels were printed two or three times, though Endithor's Daughter saw only one printing.
The Red Sonja novels have been reprinted in German by Heyne Verlag (1990).

#### Саймон из Гитты
- Scroll of Thoth: Simon Magus and the Great Old Ones: Twelve Tales of the Cthulhu Mythos (Chaosium, 1997), edited with an introduction ("The Sword of the Avatar") and story notes by Robert M. Price, collects all 12 Simon Magus stories solely written to 1997 by Richard L. Tierney. A partial list of original publication locations and dates is on-line at the Crypt of Cthulhu archive Archived September 27, 2007, at the Wayback Machine.

Not included in this collection were:
- The Wedding of Sheila-Na-Gog (Crypt of Cthulhu #29, 1985), with Glenn Rahman. Available on-line from the Crypt of Cthulhu archive Archived September 27, 2007, at the Wayback Machine.
- The Throne of Achamoth (Weirdbook #21, 1985), with Robert M. Price. Republished in 1995 in The Azathoth Cycle.
- The Gardens of Lucullus (novel) (Theilman, MN: Sidecar Preservation Society, 2001), (with Glenn Rahman).Introduction by Robert M. Price.
- The Drums of Chaos (Poplar Bluff, MO: Mythos Books, 2008). Introduction - "The Good Samaritan" by Robert M. Price.

An expanded edition of The Scroll of Thoth has been issued as Sorcery Against Caesar: The Complete Simon of Gitta Short Stories by Richard L. Tierney and Divers Hands, edited by Edward Stasheff. (Edgewood, NM: Pickman's Press, 2020). The expanded edition includes all 16 Simon of Gitta stories, including two published after The Scroll of Thoth appeared - "The Emerald Tablet" and "The Secret of Nephren-Ka") and a poem, "Vengeance Quest." Price's Introduction from The Scroll of Thoth is included in abridged form; his original story notes are reprinted for the tales from The Scroll of Thoth, while Edward Stasheff provides story notes for the other tales.

#### Рассказы
- Tigers of the Sea (Donald M. Grant, 1973; Zebra Books, 1975), Two of the four stories in this collection of tales about the pirate Cormac Mac Art, invented by Robert E. Howard, are posthumous collaborations by Tierney with Howard. These are the title story, and "The Temple of Abomination." Tierney also includes Cthulhu Mythos elements in the story "The Temple of Abomination", for example, Shoggoths and star-headed Old Ones.

#### Стихи
- Dreams and Damnations: Poems (Madison, WI: The Strange Co., 1975). Pp. 82. Limited ed, 100 copies. Illustrated by James Faulkenberg. [4]
- Collected Poems: Nightmares and Visions (Arkham House, 1981). 1030 copies. Illustrated by Jason Van Hollander. The volume is dedicated to Donald Sidney-Fryer.
- The Blob That Gobbled Abdul and Other Poems and Songs (Mason City: Sidecar Preservation Society, 2000, rpt 2002). Limited to 100, and 50 numbered copies. Intro by Ramsey Campbell. Pp. 20, and 24. Reprint, 2002.
- Savage Menace and Other Poems of Horror (P'rea Press, 2010). Preface by S.T. Joshi. Illustrated by Andrew J McKiernan. Pp. 132. ISBN 978-0-9804625-5-5. 100 copies of this edition were printed in hardcover as a numbered limited edition. The volume is dedicated to Charles Lovecraft.

Since the publication of Savage Menace and Other Poems (2010), Tierney's weird verse has primarily been published in the journal Spectral Realms, though poems have also appeared in Cyaegha, Weird Fiction Review and Midnight Echo. Two poems have appeared in anthologies - Anno-Klarkash-Ton edited by Glyn Owen Barrass and Frederick J. Mayer; and The Mammoth Book of the Year's Best Horror No 22, edited by Stephen Jones.

#### Журналы
- Crypt of Cthulhu, Vol 3, No 8 (Whole number 24) (Lammas 1984). Contains two novelettes, two poems, an interview with Tierney by Robert M. Price, and a Chronology and Bibliography of the Simon of Gitta stories.
- Crypt of Cthulhu Vol 13, No 2 (Whole number 86) (Eastertide 1994). 68 pp. Contains six early stories by Tierney including the previously unpublished "The Dream" and an excerpt from the then-unpublished novel The Drums of Chaos, with three poems, of which "The Contemplative Sphinx" is revised from its previous appearance and "Garden-Girdled Babylon" is previously unpublished.
- Spectral Realms No 17 (Summer 2022). Dedicated to the memory of Richard Tierney. Includes a previously unpublished poem by Tierney ("Slouching Towards Yuggoth") and tribute/memorial verse by Leigh Blackmore and Charles Lovecraft.